# Lucien Marcus Underwood
Pour les articles homonymes, voir Underwood.
Lucien Marcus Underwood (26 octobre 1853 - 16 novembre 1907) est un botaniste et mycologue américain. Il est né à New Woodstock, dans l'État de New York et est décédé à Redding, dans le Connecticut.